# Guillotine
En guillotine er en faldøkse til henrettelse ved halshugning. Ideen med maskinel henrettelse er fra før 1500. Guillotinens forgængere var den italienske mannaia, den skotske maiden (= jomfru) og the Halifax Gibbet i England, der blev benyttet til henrettelser af adelige. 

## Frankrig
Guillotinen fik sit navn efter den franske læge Joseph Ignace Guillotin, der foreslog maskinel halshugning for at spare den franske revolutions ofre for dårligt bøddelhåndværk. Den blev under revolutionen opstillet foran Tuilerierne på Place du Carrousel i 1792. Fra 1793 til august 1794 blev der afsagt omkring 14.000 dødsdomme ved guillotinen, eksekveringen af de mange domme var udelukkende muliggjort af dens eksistens. Guillotinen blev derved et politisk instrument - revolutionens hævnende arm og folkets retfærdige våben. 
Guillotin var ikke glad for, at hans navn var knyttet til mekanismen; guillotinen blev først omtalt som louison eller louisette efter lægen Antoine Louis, sekretær ved Kirurgisk Akademi (og forfatter til artiklen om død i l'Encyclopédie). Louis anbefalede mekanismen, fordi han mente, den medførte øjeblikkelig død.  Louis henviste til mislykkede henrettelser, forårsaget af manglende øvelse hos franske bødler, mens der i Tyskland var flere halshugninger, og hvor alle dødsdømte kvinder uanset stand blev halshugget. Han nævnte også, at man i Danmark kendte to henrettelsesstillinger alt efter om sværd eller økse blev brugt ved henrettelsen. 
Navnet "guillotine" fik opfindelsen allerede i december 1789 i en satirisk vise, og navnet slog an, idet "guillotine" rimer på "maskine". Den blev bygget af en tysk klaverbygger ved navn Schmidt, fordi skafotleverandør Guidon forlangte en ublu pris med den begrundelse, at det var svært at få nogen til at medvirke. Den 17. april 1792 blev maskinen afprøvet på tre lig i en lille gård på Bicêtre-hospitalet. Louis rapporterede, at testen var forløbet tilfredsstillende, men foretog dog nogle justeringer, så faldøksens æg blev ændret fra konveks til skrå. Maskinen blev gjort meget højere, malet blodrød og monteret på et skafot. Senere kom andre ændringer, og de første guillotiner, der blev opstillet overalt i Frankrig, var ikke ens. Klaver- og guillotinebygger Schmidt søgte at udtage patent på opfindelsen, der var meget efterspurgt i en tid, hvor alle franske departementer skulle forsynes. Det blev afslået 24. juli 1792 med begrundelsen: "Det virker stødende mod humanitetens bud at tildele patent på en sådan opdagelse. Det ville dog være et overmål af barbari." 
Siden revolutionen i 1789 er omkring 4.600 personer blevet guillotineret i Frankrig, heraf 23 fra 1956 til den sidste gang var i brug i 1977. Guillotinen blev brugt første gang 25. april 1792, da Nicolas Jacques Pelletier, en tidligere straffet, blev henrettet for voldeligt røveri og dømt til at føres i en rød skjorte til Place de Grève, for der at få "hovedet hugget af i overensstemmelse med straffeloven". Mange soldater skulle beskytte, ikke bødlen, men den nye maskine. Den næste henrettelse var politisk og fandt sted på Place de Carrousel 21. august. For tilskuerne var den nye opfindelse en skuffelse, idet henrettelsen var så hurtigt overstået.  Rygtet om, at Charlotte Cordays afhuggede hoved rødmede, da en af bøddelhåndlangerne stak det en lussing, var med til at igangsætte en omfattende debat, åbnet i 1795 af den tyske læge Samuel-Thomas Sömmering, der mente, at guillotinen ikke bragte nogen øjeblikkelig død, og at det kunne påvises ved at sætte en kunstig lunge til et afhugget hoved, som så ville tale. Han fik støtte af den franske læge Jean-Joseph Sue, og selv om de fleste af oplysningstidens læger afviste teorien, kendes der en række franske eksperimenter med afhuggede hoveder frem til 1905. 
Efter henrettelsen af kong Ludvig, blev betegnelsen "Hellige Guillotine" en fast bestanddel af det jacobinske forvaltningssprog. Først i 1832 indskrænkedes den to timer lange procession til skafottet gennem Paris' gader, og i 1851 blev skafottet afskaffet. Henrettelserne blev nu udført foran indgangen til Grande Roquette-fængslet, og efter 1900 blev den flyttet endnu en gang, til en sidegade til La Santé-fængslet. I Frankrig fortsatte offentlige henrettelser helt til 1939, og guillotinen vedblev at være eneste henrettelsesinstrument indtil dødsstraffens afskaffelse i 1981. 
I 1795 vedtog konventet at afskaffe dødsstraffen, straks efter freden; men konsul Bonaparte ophævede dekretet i 1801, da det blev klart, at krigen med England ville trække i langdrag. Efter Code Napoléon i 1810 blev 36 forbrydelser takseret til dødsstraf. Revolutionerne i 1848 førte til dødsstraffens afskaffelse for politiske forbrydelser, men en kampagne for total ophævelse i 1860'erne blev mødt med sloganet: "Lad os afskaffe dødsstraffen, men lad d'herrer mordere begynde." I 1906 gik regeringen Clemenceau ind for en afskaffelse, og i de næste to år stod guillotinen stille for første gang siden 1792.  I 1905-6 blev Nordøstfrankrig imidlertid terroriseret af "Pollet-banden", og i januar 1909 blev de fire medlemmer guillotineret.  Folk strømmede til, så hæren måtte udkommanderes, og det myldrede med fotografer. Til 1938 blev der henrettet 312 mennesker i Frankrig, i gennemsnit 10 om året. 
Den 16. juni 1939 fandt en helt mislykket henrettelse sted i Versailles. Guillotinen var forkert opstillet, og der var fejl både ved la lunette (halskraven) og skæret på faldøksen; men "det afskrækkende ikke tilskuerne," skrev Paris Match. Alle aviser bragte foto af hændelsen, der fik regeringen til på et ekstraordinært møde den 25. juni 1939 at afskaffe de offentlige henrettelser. Anden verdenskrig medførte imidlertid en stigning i antallet af henrettelser. Marskal Pétain brød en næsten hundredårig skik, da fem kvinder blev sendt til guillotinen. 
Victor Hugo beskriver guillotinen i sin roman 1793. To guillotiner er opmagasineret i en hangar uden for Paris.
Den sidste henrettelse som følge af dødsstraf i Frankrig fandt sted den 10. september 1977, da morderen Hamida Djandoubi blev aflivet ved halshugning i guillotinen. I 1981 blev dødstraffen skrevet ud af Frankrigs straffelov.

## Tyskland
Under Napoleonskrigene indførtes guillotinen under navnet Fallbeil ("faldøkse") i de besatte dele af Tyskland. Den var i brug til 1949. Blandt andre blev Sophie og Hans Scholl henrettet med faldøkse. Nazisterne var meget omhyggelige med ikke at bruge det franske ord "guillotine".
Da den blev indført i Bayern i 1854, reagerede tilskuerne negativt på, at henrettelsen slet ikke var hurtig. Inden guillotineringen skulle den dømtes hår klippes, og skjorten åbnes, så halsen blev fri. Så blev han bagbundet, og i oprejst stilling spændt fast til et bræt, der blev vippet vandret, så han lå med hovedet nedad, hvorefter den øvre del af la lunette, halskraven, låste halsen fast. "Fastgørelsen af forbryderens hoved gjorde et meget dårligt indtryk på tilskuerne," skrev politiet i München, og en embedsmand i Amberg anførte, at guillotinen behandlede forbryderen som et dyr på slagtebænken, der i sin dødsangst håndteredes meget længere end ved en henrettelse med sværd. Alligevel vandt guillotinen frem i Tyskland. I Rhinlandet, der under den franske erobring blev underlagt Code Napoléon, Napoleons love, brugtes guillotinen også efter hans nederlag. I Preussen holdt man derimod fast ved øksen til det sidste, med bødlen i kjole og hvidt, indtil justitsministeren i 1927 bad bødlen om at optræde helt i sort, da det virkede stødende, når han tog jakken af før hugget og stod i hvid skjorte. 

### Guillotinen i Baden
I storhertugdømmet Baden blev der mellem 1848 og 1932 henrettet 37 mænd og to kvinder. Fra 1856 skete henrettelserne med en guillotine, som var bygget af firmaet Mannhard i München for 1.000 gylden. Når guillotinen skulle til de forskellige fængsler i Baden, blev den skilt ad og pakket i kasser. Det kunne trods alle anstrengelser ikke undgås, at monteringen gav genlyd i fængselsgården, hvad der foruroligede fangerne. Efter at henrettelserne i 1933 blev henlagt til Stuttgart, kom Badens guillotine i 1937 til straffeanstalten Berlin-Plötzensee.

## Danmark
Brugen af halshugning med økse og de dermed forbundne uheld førte omkring 1900 til, at der i Rigsdagen blev fremsat et lovforslag om, at henrettelser skulle ske "med Faldøkse i et lukket Rum". Forslaget blev ikke vedtaget, og guillotinering har aldrig været anvendt i Danmark.

## Selvmord
Selvmord ved guillotinering forekommer uhyre sjældent, men i 2003 halshuggede Boyd Taylor fra England sig selv netop med en hjemmelavet guillotine med elektrisk udløser. 

## Ekstern kilde/henvisning
- Wikimedia Commons har flere filer relateret til Guillotine
- The Guillotine Headquarters ved Jørn Fabricius (tekst og billeder)